# Wanda Boniszewska

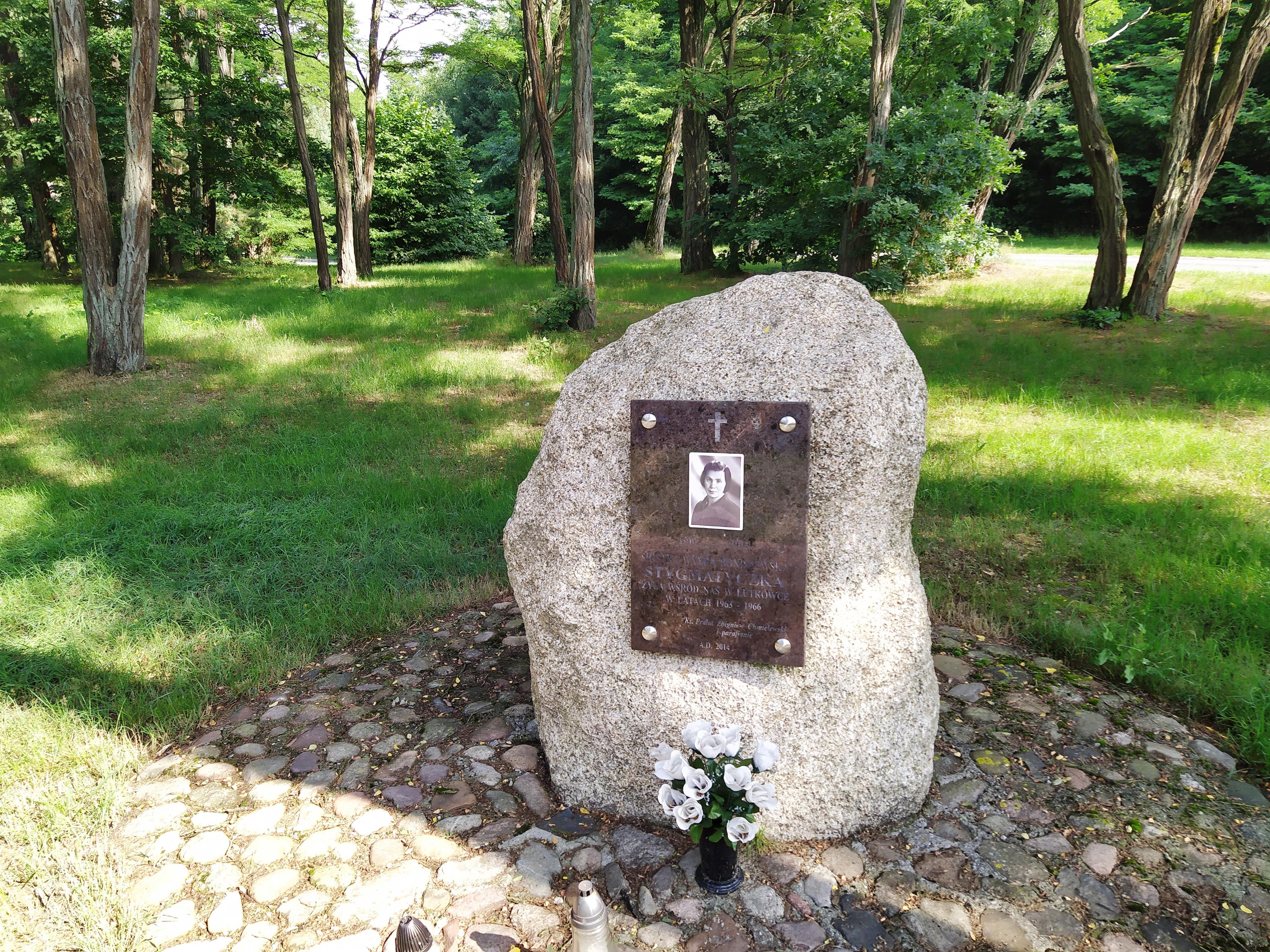
Obelisk ku czci Wandy Boniszewskiej w Lutkówce

Wanda Boniszewska (ur. 20 maja?/2 czerwca 1907 w Nowej Kamionce koło Nowogródka, zm. 2 marca 2003 w Konstancinie-Jeziornie) – polska zakonnica, stygmatyczka, mistyczka chrześcijańska oraz Służebnica Boża Kościoła katolickiego.

## Życiorys

### Posługa w zgromadzeniu
6 stycznia 1925 wstąpiła do bezhabitowego Zgromadzenia Sióstr od Aniołów w Wilnie. Śluby wieczyste złożyła 2 sierpnia 1933 w Kalwarii. Od wiosny 1933 przebywała w domu zakonnym w Pryciunach pod Wilnem. Spowiednikami mistyczki byli ks. Tadeusz Makarewicz i ks. Czesław Barwicki.

### Mistyczne doświadczenia
W 1934, w Wielki Czwartek została obdarzona stygmatami. Miała niegojące się rany na rękach, stopach, głowie, prawym boku i tułowiu oraz rany po biczowaniu. Rany te pojawiały się nieregularnie. Ukazywały się głównie w czwartki po południu, w piątki, a przede wszystkim w wielkim poście i w Wielkim Tygodniu. Według relacji świadków, miała dar proroctwa, inedii oraz uzdrawiania. Doznawała ataków sił nadprzyrodzonych. Jej duchowym kierownikiem był arcybiskup Romuald Jałbrzykowski.

### Prześladowania
W 1944 trafiła do przytułku dla nieuleczalnie chorych. Została oskarżona, wraz z księdzem Antonim Ząbkiem oraz innymi siostrami, o przynależność do nielegalnego tajnego zakonu i ukrywanie agenta Watykanu. Aresztowano ją 11 kwietnia 1950. Została osadzona w gmachu przy ulicy Ofiarnej w Wilnie. W czasie śledztwa przebywała najczęściej w szpitalu więziennym na Łukiszkach. 19 września 1950, wyrokiem sądu sowieckiego, została skazana na 10 lat więzienia. Wyrok odbywała w Wierchnie Uralsku. 26 sierpnia 1956 została uwolniona i trafiła do punktu repatriacyjnego w Bykowie pod Moskwą. W 1958, po repatriacji, skierowano ją do szpitala psychiatrycznego. W Polsce mieszkała w następujących domach swojego zgromadzenia: Chylice, Białystok, Lutkówka koło Warszawy, Częstochowa, Konstancin. Zmarła 2 marca 2003 w Chylicach, dzielnicy Konstancina-Jeziorny. Została pochowana na cmentarzu parafialnym w Skolimowie.
O życiu mistyczki opowiada spektakl telewizyjny Sceny Faktu Stygmatyczka z 2008 w reż. Wojciecha Nowaka.

## Proces beatyfikacyjny
Z inicjatywy Zgromadzenia Sióstr od Aniołów, przekonanego o świątobliwości jej życia podjęto starania, celem wyniesienia jej na ołtarze. Stolica Apostolska, 4 sierpnia 2020 wydała zgodę tzw. nihil obstat na rozpoczęcie procesu jej beatyfikacji. 9 listopada tegoż roku w archidiecezji warszawskiej, w Domu Arcybiskupów w Warszawie rozpoczął się proces jej beatyfikacji. Postulatorem procesu na szczeblu diecezjalnym został mianowany ks. dr Michał Siennicki SAC. Metropolita warszawski kard. Kazimierz Nycz powołał trybunał beatyfikacyjny w następującym składzie:
- ks. dr Jacek Wiliński – delegat metropolity warszawskiego
- ks. Michał Turkowski – promotor sprawiedliwości
- ks. dr Bartłomiej Pergoł – notariusz
- s. Aleksandra Więcek CSA – notariusz pomocniczy